# Kostenica (Serbia)
Kostenica (cyr. Костеница) – wieś w Serbii, w okręgu toplickim, w mieście Prokuplje. W 2011 roku liczyła 197 mieszkańców.